# Lista de episódios de Winners & Losers
Abaixo segue uma lista de episódios de Winners & Losers, uma série de televisão australiana exibida pela Seven Network.

## Temporada
| Temporada | Temporada | Episódios | Exibição original    | Exibição original      | Data de lançamento em DVD | Data de lançamento em DVD | Data de lançamento em DVD |
| Temporada | Temporada | Episódios | Estreia de temporada | Final de temporada     | Região 1                  | Região 2                  | Região 4                  |
| --------- | --------- | --------- | -------------------- | ---------------------- | ------------------------- | ------------------------- | ------------------------- |
|           | 1         | 22        | 22 de março de 2011  | 23 de agosto de 2011   | —                         | 11 de junho de 2012       | 21 de setembro de 2011    |
|           | 2         | 22        | 26 de junho de 2012  | 27 de novembro de 2012 | —                         | —                         | 28 de novembro de 2012    |
|           | 3         | 13        | 7 de julho de 2013   | 25 de setembro de 2013 | —                         | —                         | —                         |
|           | 4         | 13        | 2014                 | —                      | —                         | —                         | —                         |

### Primeira temporada
| Nº   | Título                         | Exibição original    |
| ---- | ------------------------------ | -------------------- |
| 1x01 | "Covert Aggression in Netball" | 22 de março de 2011  |
| 1x02 | "Those People in the Paper"    | 29 de março de 2011  |
| 1x03 | "Reality Bites"                | 29 de março de 2011  |
| 1x04 | "World's Collide"              | 5 de abril de 2011   |
| 1x05 | "Fascinator Rhythm"            | 12 de abril de 2011  |
| 1x06 | "Peace of the Past"            | 19 de abril de 2011  |
| 1x07 | "Like a Virgin"                | 3 de maio de 2011    |
| 1x08 | "Secrets and Lies"             | 10 de maio de 2011   |
| 1x09 | "One Door Opens"               | 17 de maio de 2011   |
| 1x10 | "Countdown"                    | 24 de maio de 2011   |
| 1x11 | "Smelling the Roses"           | 31 de maio de 2011   |
| 1x12 | "Out of Left Field"            | 7 de junho de 2011   |
| 1x13 | "What Doesn't Kill You"        | 14 de junho de 2011  |
| 1x14 | "Two Point Oh"                 | 21 de junho de 2011  |
| 1x15 | "Happiness is a Delusion"      | 28 de junho de 2011  |
| 1x16 | "Dialing Up the Crazy"         | 5 de julho de 2011   |
| 1x17 | "The Pink Dog"                 | 12 de julho de 2011  |
| 1x18 | "Mum's the Word"               | 19 de julho de 2011  |
| 1x19 | "We Are Family"                | 2 de agosto de 2011  |
| 1x20 | "It's Written in the Stars"    | 9 de agosto de 2011  |
| 1x21 | "Eat, Prey, Love"              | 16 de agosto de 2011 |
| 1x22 | "Second Chances"               | 23 de agosto de 2011 |

### Segunda temporada
| Nº   | Título                              | Exibição original      |
| ---- | ----------------------------------- | ---------------------- |
| 2x01 | "The Happily Ever After Thing"      | 26 de junho de 2012    |
| 2x02 | "Grape Expectations"                | 3 de julho de 2012     |
| 2x03 | "Welcome to the Family"             | 10 de julho de 2012    |
| 2x04 | "Juggling's Not Just a Party Trick" | 17 de julho de 2012    |
| 2x05 | "A Day in the Life"                 | 24 de julho de 2012    |
| 2x06 | "Twists of Fête"                    | 31 de julho de 2012    |
| 2x07 | "What Lies Beneath"                 | 7 de agosto de 2012    |
| 2x08 | "Letters and Lies"                  | 14 de agosto de 2012   |
| 2x09 | "Stalled"                           | 21 de agosto de 2012   |
| 2x10 | "Moving On"                         | 21 de agosto de 2012   |
| 2x11 | "Future Tense"                      | 28 de agosto de 2012   |
| 2x12 | "Maybe Baby"                        | 4 de setembro de 2012  |
| 2x13 | "A Problem Shared"                  | 11 de setembro de 2012 |
| 2x14 | "The Right Time"                    | 18 de setembro de 2012 |
| 2x15 | "Footprints"                        | 2 de outubro de 2012   |
| 2x16 | "A Whole New World"                 | 9 de outubro de 2012   |
| 2x17 | "Matters of the Heart"              | 16 de outubro de 2012  |
| 2x18 | "Eyes Wide Open"                    | 23 de outubro de 2012  |
| 2x19 | "To Have & to Hold"                 | 30 de outubro de 2012  |
| 2x20 | "The Whole Truth"                   | 6 de novembro de 2012  |
| 2x21 | "Perfect Match"                     | 13 de novembro de 2012 |
| 2x22 | "This is Our Last Goodbye"          | 27 de novembro de 2012 |

### Terceira temporada
| Nº   | Título                           | Exibição original      |
| ---- | -------------------------------- | ---------------------- |
| 3x01 | "Whys & What Ifs"                | 9 de julho de 2013     |
| 3x02 | "Head in the Sand"               | 16 de julho de 2013    |
| 3x03 | "Self Defence"                   | 23 de julho de 2013    |
| 3x04 | "When You Least Expect It"       | 30 de julho de 2013    |
| 3x05 | "In An Instant"                  | 6 de agosto de 2013    |
| 3x06 | "Blame It on the Moon"           | 13 de agosto de 2013   |
| 3x07 | "I Shall Be Released"            | 20 de agosto de 2013   |
| 3x08 | "Angle of Repose"                | 27 de agosto de 2013   |
| 3x09 | "You Can Run"                    | 3 de setembro de 2013  |
| 3x10 | "How to Hide a Scar"             | 10 de setembro de 2013 |
| 3x11 | "Dirty Little Secrets"           | 17 de setembro de 2013 |
| 3x12 | "Love's Labour's Lost"           | 24 de setembro de 2013 |
| 3x13 | "It's a Nice Day to Start Again" | 25 de setembro de 2013 |